# 継続賃料
継続賃料（けいぞくちんりょう）とは、不動産の賃料の種類の一つである。本項目においては、基本的に不動産鑑定評価基準による。ここでは、次のとおり定義される。
不動産の賃貸借等の継続に係る特定の当事者間において成立するであろう経済価値を表示する適正な賃料
不動産賃貸借においては、賃貸借関係が長期にわたることが多く、賃貸借関係の開始当時と貨幣価値、地価の変動等事情が大きく変化することもあり、当事者間での対立、紛争が頻発することもある。

## 不動産鑑定評価等における位置づけ
鑑定評価に当たっては、基本的事項として、対象不動産、価格時点とともに価格又は賃料の種類を明らかにしなければならないものとされている。鑑定評価によって求める賃料は基本的に正常賃料又は継続賃料である、とされる。鑑定評価基準は数回にわたって改正が重ねられているが、賃料については変更が少ない。